# Rhescipha
Goniapteryx là một chi bướm đêm thuộc họ Noctuidae.